# WCW Hall of Fame
Le WCW Hall of Fame a été fondé en 1993 pour honorer quelques-uns des grands catcheurs du passé (la plupart d'entre eux étant apparus à la NWA et Jim Crockett Promotions avant que la WCW n'existe). Les cérémonies se déroulaient aux "Réunions de Légendes" au pay-per-view Slamboree chaque mai. Le Hall of Fame était abandonné sans raison après 1995.
Chaque nouveau nommé était introduit par un présentant, et recevait une plaque. En 1995, le commentateur légendaire Gordon Solie protestait contre le Hall of Fame parce que Angelo Poffo allait être introduit à la suite d'une faveur de son fils, Randy Savage. Solie protestait parce que Poffo n'était pas une légende en lui-même et était un puriste. Ce dernier se disait très honoré mais restait mécontent envers ceci, ce qui l'a amené à quitter la WCW peu de temps après le PPV.

## Introduits
- 1993 - 23 mai 1993 à l’Omni Coliseum d’Atlanta
  - Lou Thesz
  - Verne Gagne
  - Mr. Wrestling II
  - Eddie Graham

- 1994 - 22 mai 1994 au Civic Center de Philadelphie
  - Harley Race
  - Ernie Ladd
  - The Crusher
  - Dick the Bruiser
  - Ole Anderson
  - Masked Assassin

- 1995 - 21 mai 1995 au Bayfront Arena de St. Petersburg
  - Wahoo McDaniel
  - Dusty Rhodes
  - Antonio Inoki
  - Angelo Poffo
  - Terry Funk
  - Big John Studd
  - Gordon Solie